# Joannes Lagrange
Joannes Lagrange was een Belgisch politicus voor de Katholieke Partij.

## Levensloop
Lagrange trad toe tot de gemeenteraad van Deinze in 1895. Van deze stad was hij van 1917 tot 1921 schepen. Dat jaar volgde hij Eduard Galens op als burgemeester, een functie die hij uitoefende tot 1932. Hij werd in deze hoedanigheid opgevolgd door Jozef Van Risseghem. Daarnaast zetelde hij van 1903 tot 1921 in de Oost-Vlaamse provincieraad.